# Latanoprost
Latanoprost, salufört under bland annat handelsnamnet Xalatan , är ett läkemedel som används för att behandla ökat tryck i ögat. Detta innefattar okulär hypertension och öppenvinkelsglaukom. Läkemedlet tillförs i form av ögondroppar direkt på ögonen. Effekten från läkemedlet tillkommer oftast inom fyra timmar och håller upp till ett dygn.
Vanliga biverkningar är suddig syn, ögonrodnad, klåda, och mörknad av iris. Latanoprost tillhör prostaglandinanalog-läkemedelsgruppen. Den verkar genom att öka utflödet av kammarvatten från ögonen genom uveosklerala gången.
Latanoprost godkändes för medicinskt bruk i USA år 1996. Läkemedlet tillhör Världshälsoorganisationens lista över essentiella läkemedel, en lista som innehåller de viktigaste läkemedlen som behövs för att upprätthålla ett grundläggande hälso- och sjukvårdssystem.